# Krisztián hessen-philippsthal-barchfeldi herceg
Christian Ludwig Friedrich Adolf Alexis Wilhelm Ferdinand (Louisenlund, 1887. június 16. – Genf, 1971. október 19.) hessen-philippsthal-barchfeldi herceg. A Hessen-Philippsthal-Barchfeld ház tagja volt, a német haditengerészet tisztje is volt, de az első világháborúban tiltakozásképpen lemondott.